# Erald Hysi
Erald (Eraldo) Hysi (ur. 13 sierpnia 1986 we Wlorze) – albański piłkarz i futsalista, w 2012 roku dołączył do repezentacji Albanii w futsalu.